# Tizza Covi
Pour les articles homonymes, voir Covi (homonymie).
Tizza Covi, née le 6 mai 1971 à Bolzano, est une scénariste, réalisatrice et photographe  italienne.

## Biographie
Tizza Covi étudie la photographie à l'école supérieure d'art et design de Vienne en Autriche. Elle commence une carrière de photographe indépendante avant de fonder en 2002 avec Rainer Frimmel, la société de production Vento Film.

## Carrière professionnelle
Passionnée par l'univers du cirque, la cinéaste s'associe au réalisateur Rainer Frimmel, rencontré à l'école supérieure d'art et design de Vienne, pour en figer l’univers dans une première réalisation Little Girl (La Pivellina). En 2009, le film est sélectionné à la Quinzaine des Réalisateurs du Festival de Cannes où il est lauréat du Prix Europa Cinema, avant de représenter l’Autriche aux Oscars 2011. Abandonnée par sa mère la petite Asia recueillie par Patty et son mari Walter, artistes de cirque, découvre une nouvelle vie au milieu des saltimbanques, des roulottes et des animaux.
En 2012, ils poursuivent leur écriture entre documentaire, improvisation et fiction avec le long métrage The Shine of Day (L’Eclat du jour). Présenté en avant-première mondiale au Locarno Film Festival, le film remporte le Léopard d’Argent du Meilleur Acteur pour le comédien allemand Walter Saabel. Walter, artiste de cirque alors sans activité, retrouve à Hambourg son neveu, Philipp, comédien de théâtre. L'Éclat du jour interroge le spectateur sur les liens existant entre le comédien et son rôle. 
Le duo se réunit de nouveau autour des documentaires Das Ist Alles en 2001, Babooska en 2005 et The Photographer In Front Of The Camera sorti en 2014.
En 2016, Tizza Covi et Rainer Frimmel poursuivent leur exploration des mondes marginaux avec le long métrage Mister Universo. Tairo, jeune dompteur de fauves dans un petit cirque itinérant décide de parcourir l'Italie à la recherche d'Arthur Robin autrement nommé "l'homme le plus fort du monde" et le seul capable de lui redonner foi en la chance et l'amour.
En 2020, le duo réalisé le documentaire Aufzeichnungen aus der Unterwelt, dans lequel le chanteur folk Kurt Girk et son ami Alois Schmutzer, fument et parlent de leurs vies bien remplies, marquées par de lourdes peines de prison en raison de leur proximité avec le « Stoss », un jeu de cartes illégal,. Le film est lauréat du Prix du meilleur documentaire lors du Berlin International Film Festival.
Son nouveau film de fiction Vera sur l'actrice Vera Gemma, fille de Giuliano Gemma, a été récompensé par le prix du meilleur réalisateur et de la meilleure actrice dans la section Orizzonti de la Mostra de Venise 2022.

## Filmographie

### Longs métrages
- 2009 : La Pivellina
- 2012 : L'Éclat du jour (Der Glanz des Tages)
- 2016 : Mister Universo
- 2022 : Vera, coréalisé avec Rainer Frimmel

### Documentaires
- 2001 : Das Ist Alles
- 2005 : Babooska
- 2014 : Der Fotograf vor der Kamera
- 2020 : Aufzeichnungen aus der Unterwelt (de)

## Distinctions
- 2022 : Prix du meilleur réalisateur pour Vera à la Mostra de Venise 2022
- 2020 : Prix du meilleur documentaire pour Aufzeichnungen aus der Unterwelt, Berlin International Film Festival
- 2020 : Mention spéciale du jury pour Aufzeichnungen aus der Unterwelt, Berlin International Film Festival
- 2020 : Prix Romy pour Aufzeichnungen aus der Unterwelt, Romy Gala
- 2016 : Prix FIPRESCI pour Mister Universo, Locarno International Film Festival
- 2016 : Prix du film ExtraVALUE pour Mister Universo, Viennale
- 2012 : Prix du Jury œcuménique - Mention spéciale pour Der Glanz des Tages, Locarno International Film Festival
- 2012 : Ovide d'argent pour Der Glanz des Tages, Sulmonacinema Film Festiva
- 2012 : Prix Don Quixote pour Der Glanz des Tages, Locarno International Film Festival
- 2011 : Golden Ciak pour La Pivellina, Golden Ciak Awards
- 2010 : Distribution Award pour La Pivellina, IndieLisboa International Independent Film Festival
- 2010 : Prix du meilleur film pour La Pivellina, Bimbi Belli Festival
- 2010 : Ruban d'argent pour La Pivellina, Italian National Syndicate of Film Journalists
- 2009 : Prix du public pour La Pivellina, Valdivia International Film Festival
- 2009 : Prix du meilleur film pour La Pivellina, Valdivia International Film Festival
- 2009 : Grand prix du jury pour La Pivellina, Bombay International Film Festival
- 2009 : Grand Prix Asturias pour La Pivellina, Gijón International Film Festival
- 2009 : Label Europa Cinemas pour La Pivellina, Cannes Film Festival
- 2006 : Prix Wolfgang Staudte pour Babooska, Berlin International Film Festival
- 2006 : Prix SCAM pour Babooska, Cinéma du Réel